# 바벨넷
바벨넷(BabelNet)은 로베르토 나비글리의 감독 하에 사피엔차 로마 대학교의 NLP 그룹에서 개발된 다국어 어휘-의미 지식 그래프, 온톨로지 및 백과사전 사전이다. 바벨넷은 위키백과를 영어의 가장 인기 있는 전산 어휘집인 워드넷과 연결하여 자동으로 생성되었다. 통합은 자동 매핑을 사용하여 이루어지며, 통계적 기계 번역을 사용하여 자원이 부족한 언어의 어휘적 간극을 채운다. 그 결과는 많은 언어로 어휘화된 개념과 개체명을 제공하고 방대한 의미론적 관계로 연결된 백과사전 사전이다. 추가적인 어휘화와 정의는 자유 라이선스 워드넷, 오메가위키, 영어 위키낱말사전, 위키데이터, 프레임넷, 버브넷 등과의 연결을 통해 추가된다. 워드넷과 유사하게, 바벨넷은 다른 언어의 낱말들을 바벨 동의어 묶음이라고 불리는 동의어 집합으로 묶는다. 각 바벨 동의어 묶음에 대해 바벨넷은 워드넷과 위키백과에서 수집한 많은 언어로 된 짧은 정의(풀이)를 제공한다.

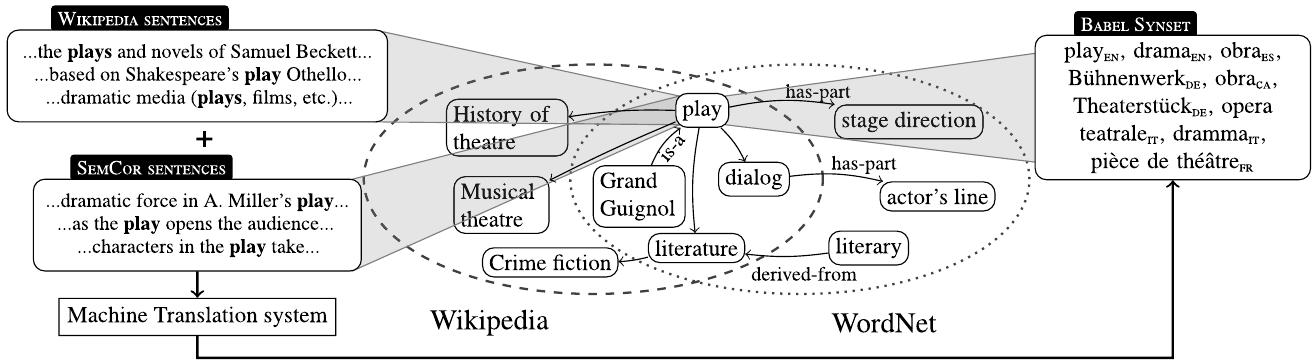
바벨넷은 워드넷과 위키백과의 통합으로 얻어진 다국어 의미망이다.

## 바벨넷 통계
2023년 12월 기준 기준으로, 바벨넷(버전 5.3)은 600개 언어를 포괄한다. 거의 2,300만 개의 동의어 묶음과 약 17억 개의 단어 의미를 포함한다(언어와 무관하게). 각 바벨 동의어 묶음은 평균적으로 언어당 2개의 동의어, 즉 단어 의미를 포함한다. 의미망은 워드넷의 모든 어휘-의미 관계(하위어와 상위어, 부분과 전체의 관계, 반의어와 동의어 등, 총 약 364,000개의 관계 에지)뿐만 아니라 위키백과의 미정의된 관련성 관계(총 약 19억 개의 에지)를 포함한다. 버전 5.3은 또한 약 6,100만 개의 이미지를 바벨 동의어 묶음과 연관시키고, SPARQL 엔드포인트를 통해 접근 가능한 자원에 대한 Lemon RDF 인코딩을 제공한다. 267만 개의 동의어 묶음에 도메인 레이블이 할당되었다.

## 응용
바벨넷은 다국어 자연어 처리 응용을 가능하게 하는 것으로 입증되었다. 바벨넷에서 사용할 수 있는 어휘화된 지식은 다음 분야에서 최첨단 결과를 얻는 것으로 나타났다.
- 의미론적 관계,[4][5]
- 다국어 단어 의미 중의성 해소[6] 및 엔티티 연결 (바벨파이 시스템 사용),[7]
- 목적을 위한 비디오 게임.[8]

## 수상 및 표창
바벨넷은 "이질적인 데이터 소스를 활용하는 다국어 어휘 의미망 및 온톨로지를 통해 언어 장벽을 극복하는 획기적인 작업"으로 2015년 META 상을 수상했다.
바벨넷을 설명하는 인공지능 저널 논문은 2017년 Prominent Paper Award를 수상했다.
바벨넷은 웹에서 이용할 수 있는 혁신적이고 최신 어휘 지식 자원에 대한 타임지 기사에 크게 다루어졌다.

## 같이 보기
- 바벨파이
- 유로워드넷
- 지식 획득
- 언어학적 링크드 오픈 데이터
- 시맨틱 네트워크
- 의미론적 관계
- 위키데이터
- 위키낱말사전
- 단어 의미 중의성 해소
- 단어 의미 유도
- UBY